# Бабицкий, Константин Иосифович
Константин Иосифович Бабицкий (15 мая 1929, Москва — 14 сентября 1993, Москва) — советский и российский лингвист, правозащитник, бард.

## Биография
Родился 15 мая 1929 года в семье профессора Московского института связи Иосифа Ароновича Бабицкого (1903—1955) и фармацевта Валерии Константиновны Тодеско (1906—1981). В 1953 окончил Московский институт связи, затем несколько лет жил на Урале. Работал инженером на радиостанции в посёлке Косулино, официально именовавшейся Вторым цехом Свердловского радиоцентра.
Вернувшись в Москву, поступил на филологический факультет МГУ (окончил в 1960).
Работал младшим научным сотрудником в секторе теоретической и прикладной лингвистики Института русского языка АН СССР. Автор и соавтор ряда научных работ в области структурной и математической лингвистики.

## Вклад в лингвистику
Один из первопроходцев трансформационной грамматики в СССР. Автор работ по трансформационному синтаксису немецкого языка и русского языка, по формальному моделированию транспозиции частей речи. Разработал трансформационно-генеративный подход к моделированию русского словообразования. Описал трансформацию сочинительного сокращения (см. сочинение) однородных членов предложения и конверсивную трансформацию (см. конверсивы) в русском языке. Работы К. И. Бабицкого оказали влияние на синтаксические концепции С. К. Шаумяна, Ю. Д. Апресяна, А. В. Гладкого, И. А. Мельчука, Е. В. Падучевой.

## Правозащитная деятельность
С середины 1960-х годов сблизился с участниками возникшего в те годы правозащитного движения, подписал несколько петиций протеста: в защиту А. Д. Синявского и Ю. М. Даниэля, А. И. Гинзбурга и Ю. Т. Галанскова. Был также известен в Москве как исполнитель «авторской песни»; наиболее известны его песни на стихи Ю. Даниэля.
Участник «демонстрации семерых» — акта протеста на Красной площади в Москве против вторжения советских войск в Чехословакию (25.08.1968). Арестован вместе с другими участниками демонстрации; в октябре 1968 признан Мосгорсудом виновным в «клевете на советский строй» и «групповых действиях, грубо нарушающих общественный порядок», приговорен к 3 годам ссылки, которую отбывал в Коми АССР.
После освобождения был полностью лишён возможности работать по специальности. Некоторое время работал плотником и разнорабочим в посёлке Щелыково Костромской области; занимался также переводами румынской поэзии.
В 1990 году К. Бабицкий получил почётное гражданство города Праги.

## Семья
- Первая жена — Татьяна Михайловна Великанова (1932—2002), одна из членов — основателей первой в Советском Союзе правозащитной организации «Инициативная группа по защите прав человека в СССР».
  - Дети — Фёдор Бабицкий, Наталья Бабицкая, Юлия Кейдан (замужем за филологом и публицистом Владимиром Кейданом).
- Вторая жена — Валентина Ивановна Шанина, музейный работник[3]. Дочь.
- Сестра — Галина Иосифовна Ким (1931—2004), мастер спорта по туризму, арбитр по ориентированию, заслуженный путешественник России.